# San Antonio (Rocha)
San Antonio es una localidad balnearia del departamento de Rocha, Uruguay.

## Ubicación
El balneario se encuentra situado en la zona sur del departamento de Rocha, sobre las costas del océano Atlántico, al noreste de La Paloma. Se accede al balneario desde el km 234.500 de la ruta 10.

## Población
Según el censo de 2011 la localidad contaba con una población de 6 habitantes.
| 6             |
| (Fuente: INE) |